# NNK (化合物)
NNK（全称尼古丁衍生的亚硝胺酮），分子式C10H13N3O2，是一种烟草特有的亚硝胺（Tobacco-specific nitrosamines，TSNA），具有癌变作用，在尼古丁转化为NNK的过程中，吡咯烷的环结构被打开。